# Tableau de justice
Un tableau de justice, ou scène de justice (Gerechtigheidstafereel en néerlandais), est un tableau, isolé ou appartenant à un polyptyque et souvent de grandes dimensions, qui illustre un « exemple de justice » (exemplum iustitiæ en latin) afin de rappeler de manière édifiante les qualités éthiques et morales attendues d'un juge, telles que la droiture, l'impartialité et l'incorruptibilité.
Fréquents dans les anciens Pays-Bas à la fin du Moyen Âge et au début de l'Époque moderne, les tableaux de justice étaient destinés aux salles où des échevins rendaient la justice, le plus souvent au sein des hôtels de ville.

## Exemples notables
D'abord peint à fresque dans les salles où délibéraient les échevins, ce type de représentation a ensuite fait l'objet de peintures sur panneau puis sur toile.
L'un des sujets les plus fréquemment représentés par les tableaux de justice est celui du Jugement dernier, qui rappelait aux juges et jurés qu'ils auraient à rendre des comptes au « juge suprême ». Ainsi, les magistrats de Bruges ont fait peindre une œuvre sur ce thème par Jan Coene en 1388. En 1422, c'est également un oordeel (« jugement ») que les échevins d'Alost ont commandé à Nicolas Poulette, en précisant que cette œuvre devrait être aussi bonne voire meilleure que celle qui se trouvait alors dans la chambre des échevins de Bruxelles.
Outre le Jugement dernier et d'autres scènes tirées de la Bible, comme le Jugement de Salomon, les tableaux de justice du XVe siècle illustrent aussi des récits tirés de légendes médiévales.
Entre 1439 et 1461, Rogier van der Weyden a réalisé pour l'hôtel de ville de Bruxelles quatre grands tableaux sur le thème de la Justice de Trajan et sur celui de la Justice d'Herkenbald (ou d'Archambault). Ces panneaux ont malheureusement été détruits lors du bombardement de 1695, mais ils ont pu servir de modèles lors de la réalisation d'une tapisserie du milieu du XVe siècle conservée au Musée d'histoire de Berne.
En 1468, la ville de Louvain a commandé au peintre Dieric Bouts des tableaux illustrant La Justice de l'empereur Otton, selon un programme iconographique élaboré par le théologien augustinien Jan van Haeght d'après un passage de La Légende dorée de Jacques de Voragine. Commencés par Bouts et achevés après sa mort par des peintres de son atelier, ces deux grands panneaux sont aujourd'hui conservés au Musée Oldmasters de Bruxelles.
Plus rares sont les récits empruntés aux auteurs antiques. L'exemple le plus connu est Le Jugement de Cambyse, commandé en 1488 par les échevins de Bruges et achevé dix ans plus tard par Gérard David, dont le sujet est tiré d'un passage des Histoires d'Hérodote.

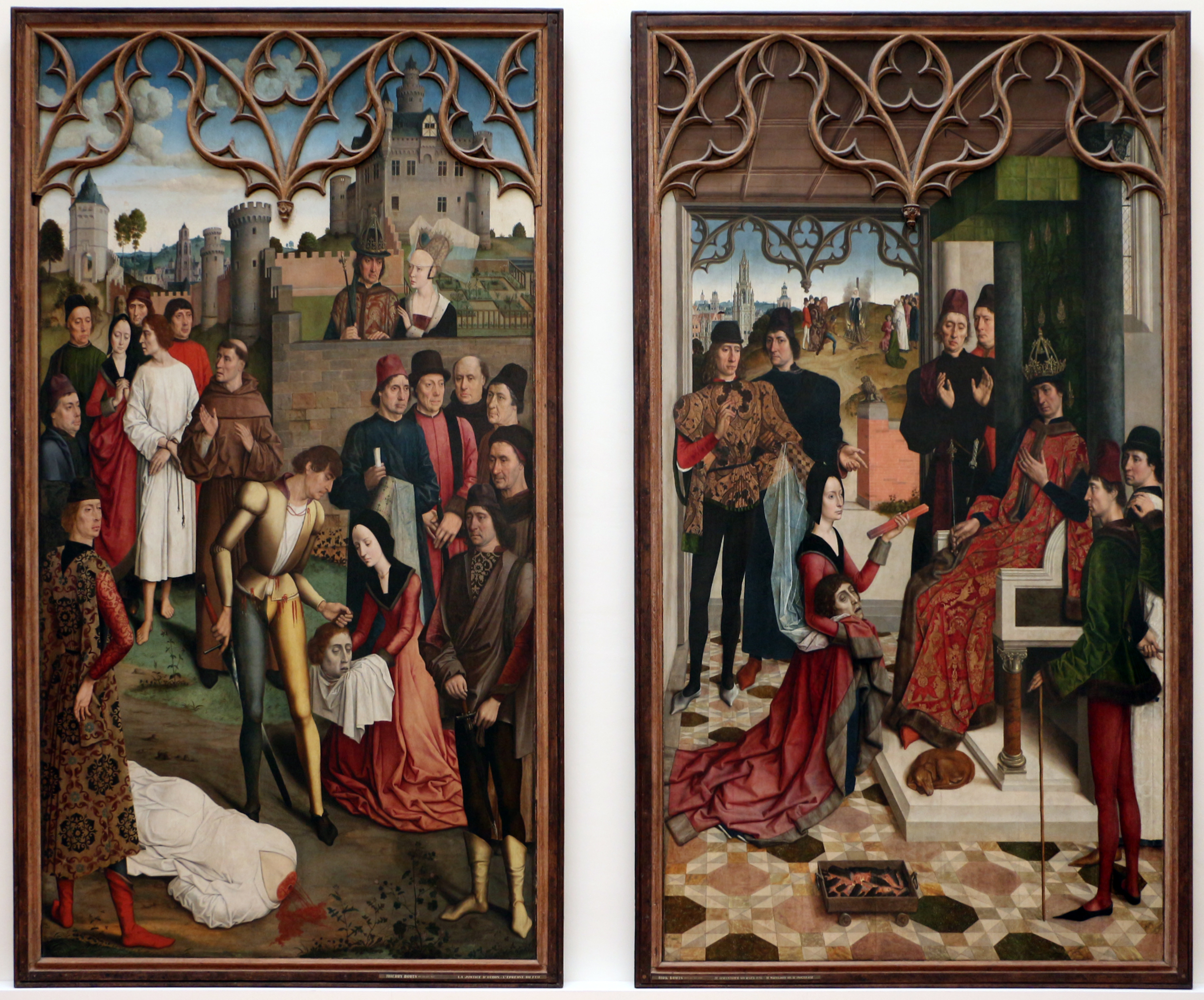
Dieric Bouts et atelier, La Justice de l'empereur Otton, vers 1471-1482, Musée Oldmasters, Bruxelles.
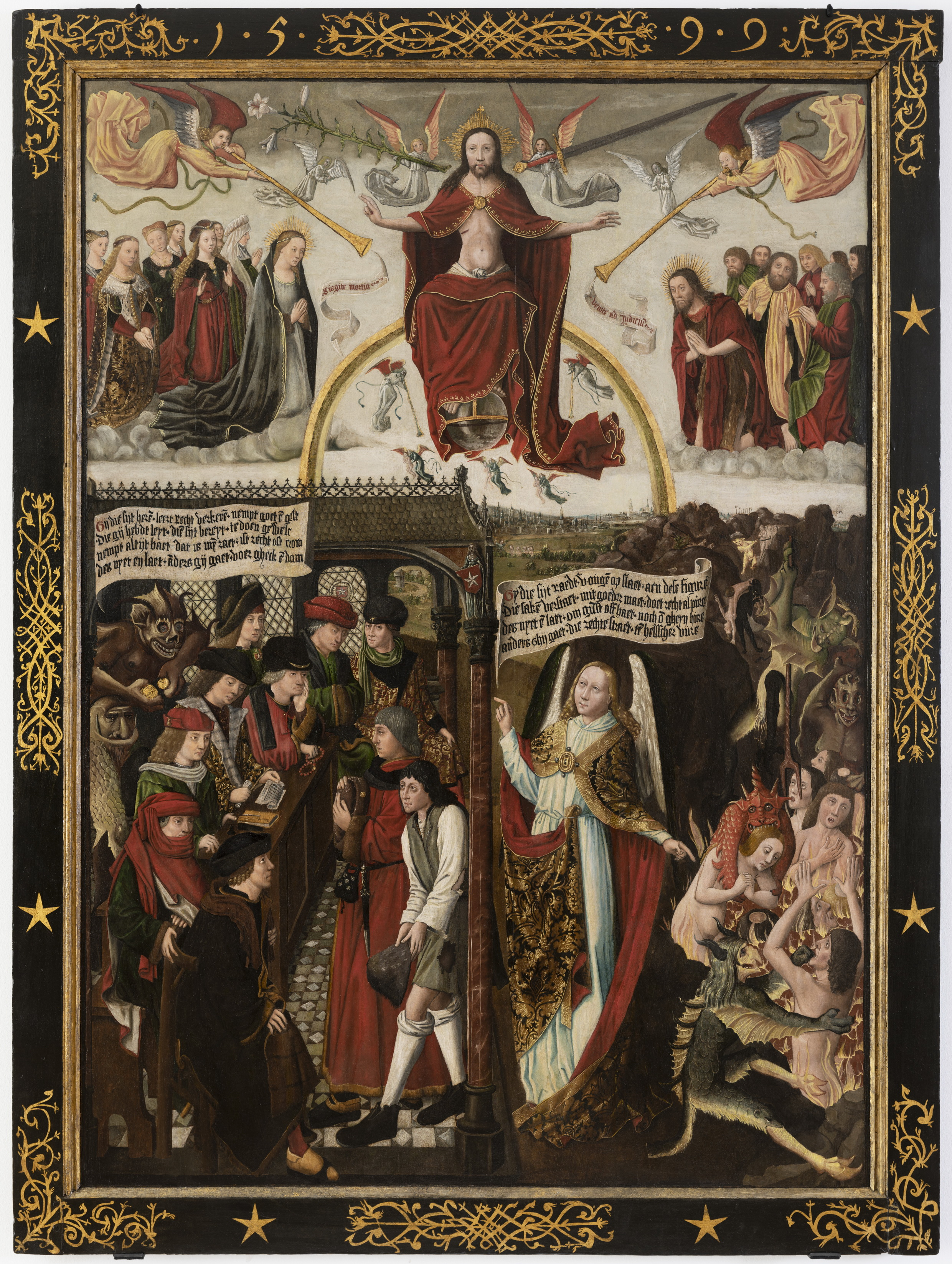
Jan van Brussel, Panneau de la Justice, 1475, Musée des Bons-Enfants, Maastricht.
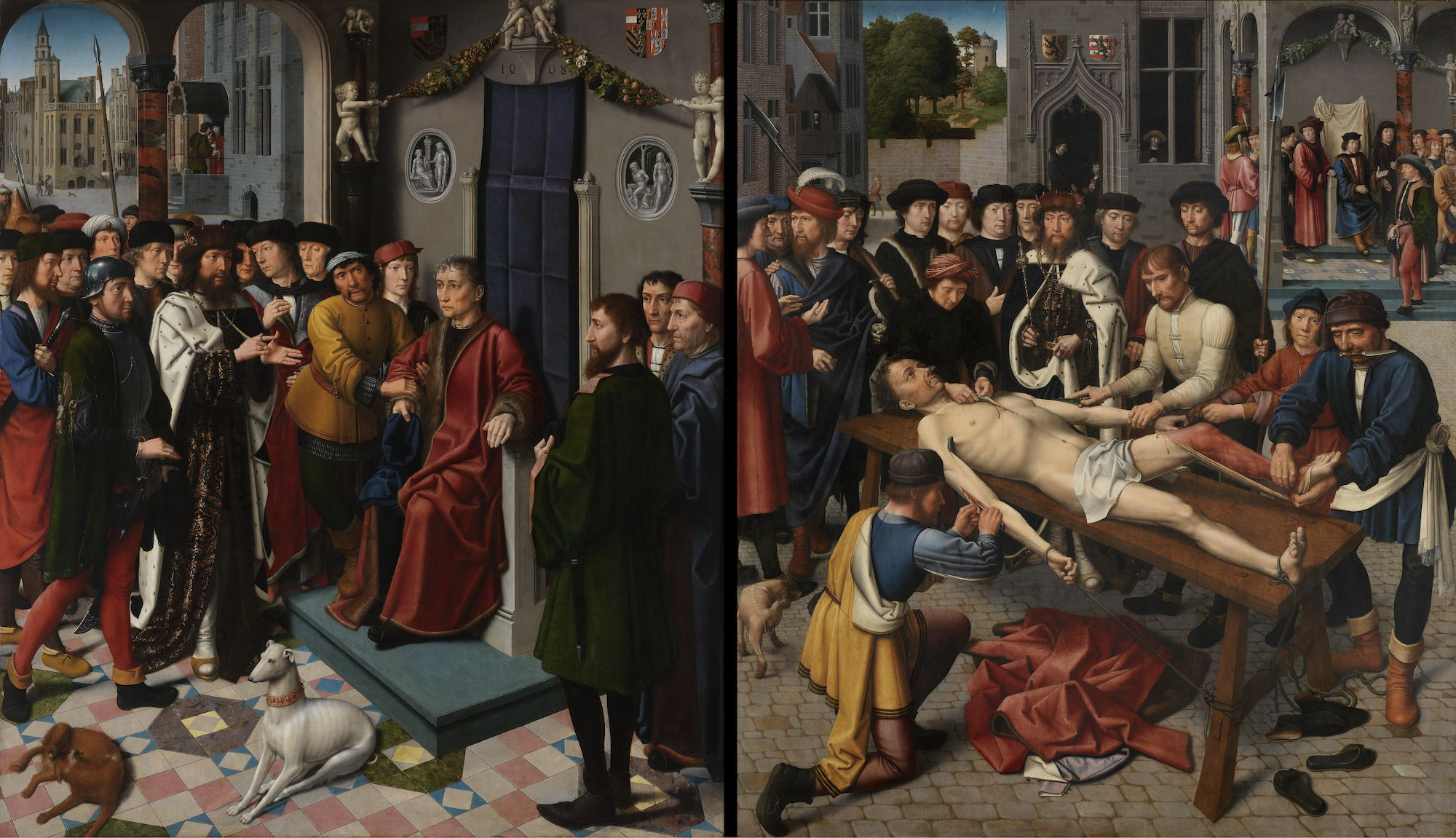
Gérard David, Le Jugement de Cambyse, 1498, Musée Groeninge, Bruges.
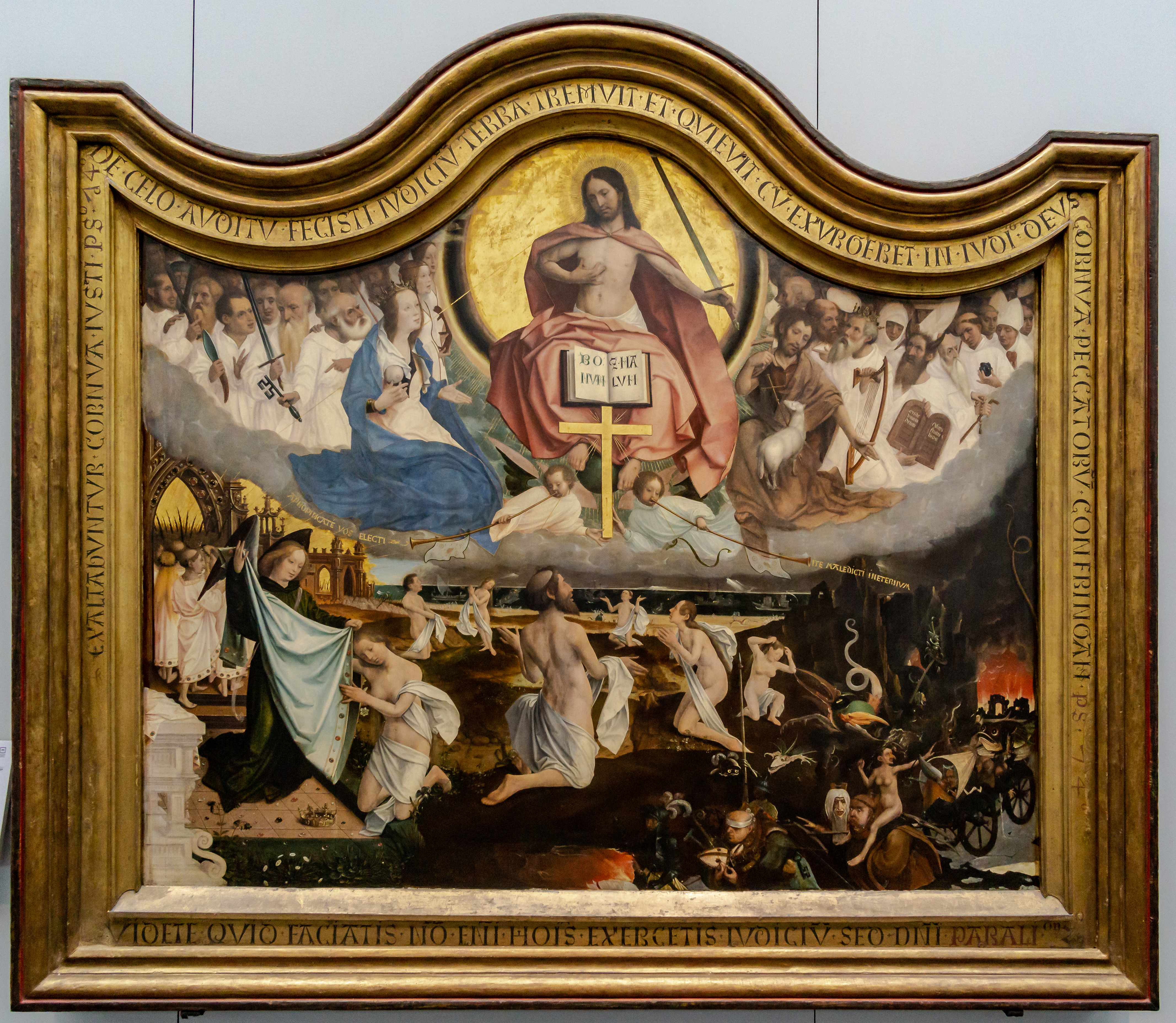
Jan Provoost, Le Jugement dernier, 1525, Musée Groeninge, Bruges.